# Czerwona Brama

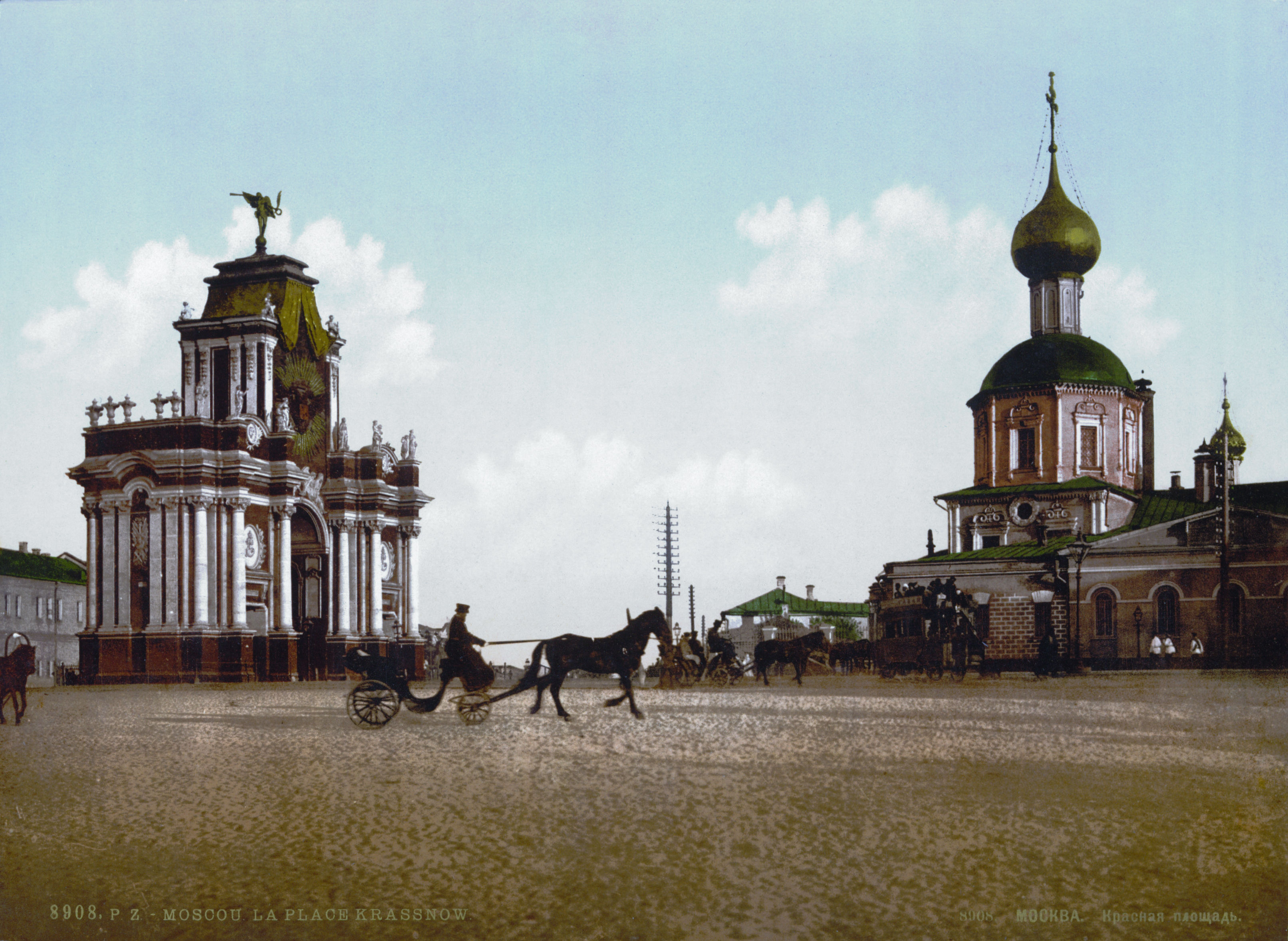
Czerwona Brama w XIX wieku

Czerwona Brama (ros. Красные ворота) – łuk triumfalny w Moskwie zbudowany w konstrukcji późnego baroku. Bramy i łuki tego typu były powszechne w XVIII wieku w Moskwie. Jednak Brama Czerwona była jedynym, który przetrwał do wieku XX. Została ona rozebrana w 1928 roku, a ich nazwa przetrwała w tytułowej stacji metra moskiewskiego.